# 上章

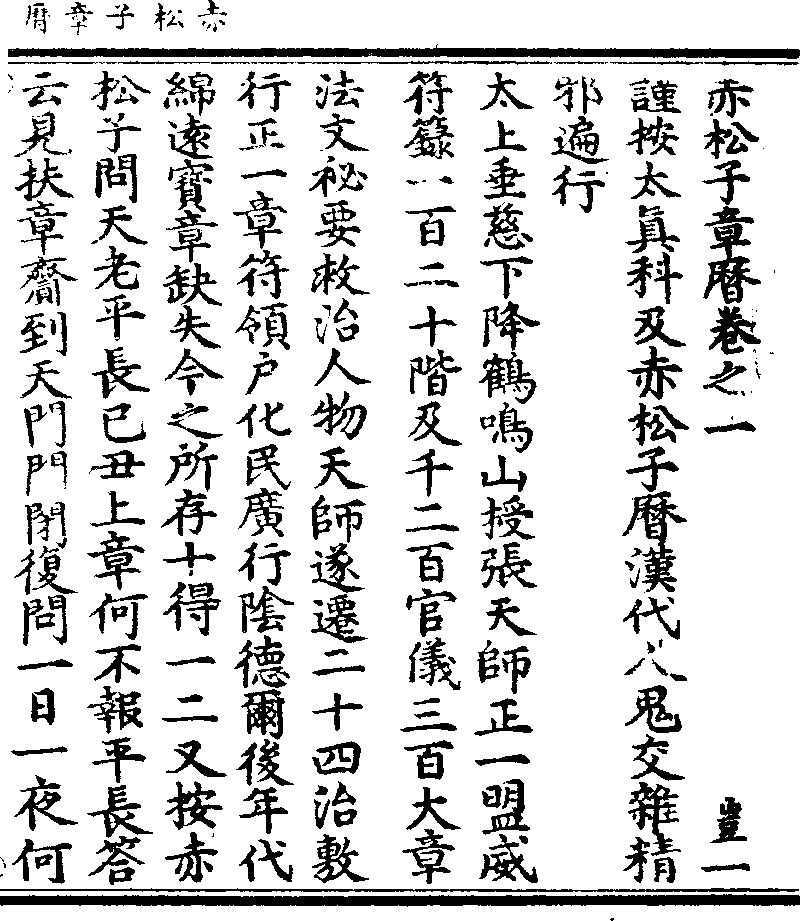
載錄上章範本的《赤松子章曆》書影

上章，道教天師道道士與神靈溝通的主要手段，是天師道最重要的儀式。上章儀式模倣官員向皇帝上呈奏章的制度，道士在冥想中想像召出身中的神靈為隨從，一同上升天庭向太上老君遞上章本，為信徒陳述懺悔認罪、祈請求福的願望，請求大道降下「道氣」護衛信眾。清醒後道士會焚燒章本，讓信徒吞服其灰燼。章本行文有一定的格式和範本，相傳太上老君曾授予張道陵章本300種，許多在後世失傳。信徒請託道士上章，須交付米、油、筆、紙等物資為「章信」。東漢六朝時的上章之法後來演變成齋醮中的其中一道程序，流傳至今。

## 動機
上章是天師道與神靈溝通的最重要手段:55。「章」的意思，是給皇帝的奏章，天師道的上章模倣自官員的做法。道士的皇帝，是太清天上的太上老君，而道士就是太上老君的臣下。上章是天師道治病的方法:42、45，也可以處理涉及災禍、生子、出行、治鬼、度亡、官司、當官、氣候、星象等多方面的事情:218，道民遇上災害疾病，都可找天師道道士，請求上章，乞恩求福:361。
天師道認為，災厄都由於自己及祖先犯罪而起，信徒如有災害，要報告天師道道士，然後反省自己的行為，自述所犯的罪，表示悔意。求助者若是壞人，根本沒有良心和悔意，道士就不要為他上章:38-39。除了犯罪外，災害和疾病，也由於精物鬼怪或「鬼氣」作祟，須道士上章乞求天官救治，消災治病:360，祈請天上神明下臨人間，解厄救患:336，或請「道氣」降下保護。過世親人在陰間受苦，回來告訴家人:44、37，從墓塚訴說不滿和苦痛，把痛苦轉嫁給子孫，讓家人患病，引致災厄，也須道士上章:60。

## 程序
信徒向道士陳述自己的苦況後，道士決定適當的上章儀式及「章信」，信徒然後準備好章信，交予道士:40-41。上章前必須使用曆書，為上章選擇吉祥或可行的日子。道士也可查閱《千二百官儀》，這是天師道神明及其機構的目錄，列出天界各部門的「君」或官將的名字，以及其可以協助拯救的事情。道士從中選擇適當的神靈來處理問題:44、49。道士繼而撰寫章文，結構上，第一部份先寫信徒所遇到的災害，第二部份寫災害形成的原因，例如以前犯下錯誤、惡鬼鬧事等等，第三部份祈求相關的神明降臨拯救:42-43。章本上並須寫上道士的職屬、法位:40。章文措詞要樸實，以感動神明，不要太虛浮華麗。道士上章時要穿「法衣」:38-39，進入「靜室」中，靜室是無窗、門口向東的小室:1。
真正的上章在道士的冥想中完成，步驟始自「發爐」，道士存思太上老君召出道士身中「三五功曹」等許多身神，並請八方正氣進入身中，以便所啟迅速到達玉帝面前:57、55。道士把章本交給從己身中召出的靈官，稱為「操章」:2。從道士身內召來的神靈將護送章本到天門，之後繼續跪請其他神靈衛護上章。「發爐」之後是「出官」，道士召出體內身神後，也召請「騎馬使者」和眾多的下屬官吏，組成隨從，將章本傳送到天庭，並將遞送的表文告知玉皇、老君和最初的三位天師。道士與跟從他的神吏遊歷到天門，朝覲太上老君，是整個上章儀式的高潮:56-57。道士上升太清天，就如其他地方巫師的飛行法:46。上章完畢，身中之官回到道士身中，稱「復官」:31。上章後，道士應給所請官吏及身中吏兵「言功」:217，即感激神明的功勞:36。部份不良道士則乘醉奏章:363。
如果災害不停，一月內最多可以為同一事件上章三次:38。上章後，章本可以焚燒，灰燼可和蜜糖混和製為藥丸吞服。如未被燒掉，章本要好好保存，防止玷污損壞，因章本上有神明姓名和真官位號。但章本不會永久保存，會定期焚燒:48、59-60。

## 章本
章本模倣朝廷奏章的格式，包括「誠惶誠恐」等套語。通常章本先列明道士的法位，然後是開場白:45-46，講些自己有幸得奉大道，理當拯救生民一類的套話，然後羅列請章人的姓名、籍貫、出生年月日等:218，說明他為誰上章，接著描述有關問題或危機，判斷其成因，並全面交代罪過，懺悔生者與亡人所犯下的一切罪行。道士表明他作為上章者的科儀職位，列舉信徒提供的章信，然後召請能解決問題的神靈前來協助，聲明願成酬神，再召請「直使功曹」和「騎置吏」，準備傳遞章本至天曹。章本用謙卑的套語結束:46-47。
相傳張天師當初自太上老君所得，有章本300種，部份後世失傳。據南朝時《赤松子章曆》所載，除了治病之外，章本有關農業的，有請雨章、請晴章、請雨得水過止雨章、卻蟲蝗鼠災食苗章、保蠶章等等；有關日常生活的，如夫妻積病療治章、斷瘟疫章、收除火災章、保胎章、催生章、保嬰章、乞子章等等:360-361。漢代章本，許多在六朝時已失傳:31。《赤松子章曆》中保存了134個章本的目錄，實存66個:25。《元辰章醮立成曆》也是六朝時上章科儀手冊:336。晚唐杜光庭努力收集章本，編成了《太上宣慈助化章》:30-31。

## 費用
準備上章時，信徒須提供紙張、錢、米、毛筆等東西給道士，這類物品稱「章信」，又稱「（貝危）信」。部份章信，道士可以用作生活所需:40。章信項目，包括米、油、素、席、毛筆、墨、紙、銀環或金環、香、錢或水果等。文具用於修改「命籍」，油燈用來照亮黑暗，錢和米用來救度亡人。章信多少，視乎信徒的身分，大體分天子、王公和庶民三等。規定章信數量各不相同。天師道號稱「神不飲食，師不受錢」，因而要限制上章所收的信物數量，並指定要用於慈善:41-43。章信是道士的重要收入。按規定章信中三成物品歸道士個人所有。有些道士增長章本篇幅，又增加章信要求。北魏著名道士寇謙之希望改革天師道，主張毋須每次上章提供大量的紙筆絹素錢米等，只要每年給予定量章信就行了:55。他主張信徒請求上章，只須送上紙30張、筆一枝、墨一挺即可:363。

## 演變
上章在天師道的儀式中佔有核心地位:55，天師道儀式圍繞上章而展開:37。天師道相傳，漢朝末年，太上老君見社會混亂，把「正一盟威之道」和上章章本傳授給第一代天師張道陵，張道陵用上章和符給人治病，後來交付子孫，流傳下去。南北朝時，章本趨於浮誇，有的篇幅長達二三十張紙:29、39。章文內容受到後世道教思想新發展的影響，如受東晉時出世的靈寶經與佛教影響，章文中出現因果報應、命運、輪回轉生與地獄觀念，受唐代出現的新習俗影響，章文中出現城隍信仰、燒紙衣服及紙錢的做法:38、65、39。東晉時，天師道上章儀式與南方道教的祭祀醮儀結合起來，形成「章醮」:112。到宋代，上章不是單獨的儀式，而是成為複雜的齋醮中其中一項程序:61。靈寶齋法保留了上章科法，仍有入戶、發爐、出官、復官、復爐、出戶等步驟，此外吸收了佛教懺儀和誦經儀式:340。現代台灣正一道士所做的「拜表」（拜進章表）由上章發展而來:29。

## 禁忌
上章要注意許多禁忌。戊辰日與戊戍日不可以上章，這兩天太清天神明檢查信徒名單，天門鎖上，道士沒法進去。上章時要注意面向哪一方向。家裏有死人，或有母親剛生孩子，道士都是不潔淨的，不能上章:38-40。道士家中有死亡、分娩，要過一定日子才能上章；道士自己有病，也不可以上章:55。建築動土時也不可上章。書寫章本用的小几案的尺寸大小與材料，也有所規定:44、47。

## 延伸閱讀
- 張澤洪. . 《宗教學研究》. 2000, 2: 22–29  [2016-05-28]. （原始内容存档于2020-12-04） （中文（简体））.
- 張超然. . 程恭讓  (编). . 南京: 江蘇人民出版社. 2010: 171–187  [2017-12-21]. ISBN 9787214062611. （原始内容存档于2020-08-07） （中文（简体））.